# Here Comes the Groom (pel·lícula de 2023)
Here Comes the Groom és una pel·lícula filipina dirigida per Chris Martinez, que s'estrenarà el 8 d'abril de l'any 2023. Here Comes the Groom és una de les vuit pel·lícules oficials que van competir en l'edició inaugural del 49è Festival de cinema d'estiu de Metro Manila (2023).

## Argument
La pel·lícula és la seqüela, en to de comèdia, de la pel·lícula Here Comes the Bride estrenada el 2010, també escrita i dirigida per Martínez. En aquesta entrega, es desenvolupa la història de sis individus que es troben en la situació inesperada d'haver intercanviat les seves ànimes i que intenten trobar la manera de tornar als seus cossos originals.

## Producció
La producció d'aquesta pel·lícula ha estat el resultat de la col·laboració entre tres empreses del món del cinema: Quantum Films, Cineko Productions i Brightlight Productions.

## Al voltant de la pel·lícula

### Anecdotari
- A inicis de març de 2023 la productora Brightlight Productions va pujar el primer tràiler oficial de la pel·lícula al seu canal de Youtube, d'1:31 minuts de durada.[3]

## Repartiment principal
El repartiment principal està integrat per,
- Enchong Dee
- Xilhouete
- Keempee de Leon
- Awra Briguela